# Cleitus
Cleitus was een Illyrische koning. Hij was de zoon van Koning Bardylis I en de vader van Bardylis II.